# Vorbereitungswettbewerb
Vorbereitungswettbewerb ist das Bestreben, Chancen für vorteilhafte geschäftliche Voraussetzungen zu schaffen. Der Vorbereitungswettbewerb ist somit dem unmittelbaren Marktgeschehen vorgeschaltet.

## Aktionsparameter
Aktionsparameter des Vorbereitungswettbewerbs sind Preise, Qualität (von Produkten oder Dienstleistungen) und Lieferbedingungen. Der Vorbereitungswettbewerb ist bestrebt, diese Aktionsparameter so zu variieren, dass mit Aktionen und Reaktionen bereits Wettbewerbswirkungen erzeugt werden können. Seine Aktionsmöglichkeiten sind Investitionen und organisatorische Maßnahmen zur Kapazitätserweiterung, zur Rationalisierung und für die Forschung und Entwicklung.

## Forschungswettbewerb
Der Forschungswettbewerb hat seine Grundlage in der betrieblichen Forschung und Entwicklung. Er zielt auf Preisveränderungen und die Einführung neuer oder veränderter Produkte ab und erweist sich damit als eine äußerst wichtige Form des Vorbereitungswettbewerbs. Ausgangsbasis für Forschung und Entwicklung ist zunächst die Grundlagenforschung. Hierauf aufbauend folgt das Stadium der zweck- und zielgerichteten Forschung. Das Endstadium der Forschung und Entwicklung ist schließlich die technische Entwicklung bestimmter Produkte (oder Verfahren) und die Vorbereitung der Produktion dieser Produkte (bzw. des Einsatzes der Verfahren).
Zunehmend an Bedeutung gewonnen hat der Vorbereitungswettbewerb in der Form eines gesteigerten Forschungswettbewerbs in den letzten Jahrzehnten einmal durch die wachsende Zahl der Endprodukte, sodann durch eine sinkende Zahl der Anbieter, aber auch durch zunehmende Homogenität der angebotenen Güter. Infolge der hierdurch bedingten relativen Unterschiedslosigkeit der Preise verringert sich in gleichem Maße die Bedeutung des reinen Marktwettbewerbs. Im Zuge des somit zunehmenden Vorbereitungswettbewerbs werden Forschung und Entwicklung zu Formen des eigentlichen Wettbewerbs.

### Risiken
Forschung und Entwicklung sind einmalige, also nicht beliebig wiederholbare Vorgänge.  Als solche sind sie nicht nur bezüglich der jeweils erhofften Ergebnisse, sondern auch im Hinblick auf den Kostenaufwand durch erhebliche Unwägbarkeiten gekennzeichnet. Dies kann in den Unternehmen Abneigungen gegen Forschungs- und Entwicklungsprojekte hervorrufen, wodurch das Wettbewerbsverhalten beeinträchtigt wird, was im Extremfall den gesamten Wettbewerbsprozess funktionsunfähig machen kann.
Für eine Absicherung der Forschungs- und Entwicklungsergebnisse und damit eine gewisse Risikominderung unter gleichzeitiger Schaffung von Anreizen für Wettbewerbsinitiativen kann ein gezielt eingesetzter Patentschutz sorgen.